# スカイレールサービス広島短距離交通瀬野線
広島短距離交通瀬野線（ひろしまたんきょりこうつうせのせん）は、広島県広島市安芸区のみどり口駅からみどり中央駅までを結んでいた、スカイレールサービスの軌道路線である。スカイレールみどり坂線の愛称があるほか、一般的にスカイレールサービス、スカイレールと呼ばれた。
安芸区瀬野町の住宅団地「スカイレールタウンみどり坂」への交通手段として1998年（平成10年）に開通した路線で、「スカイレール」と呼ばれる新交通システムを採用していた。2024年（令和6年）5月1日に廃止された。

## 概要

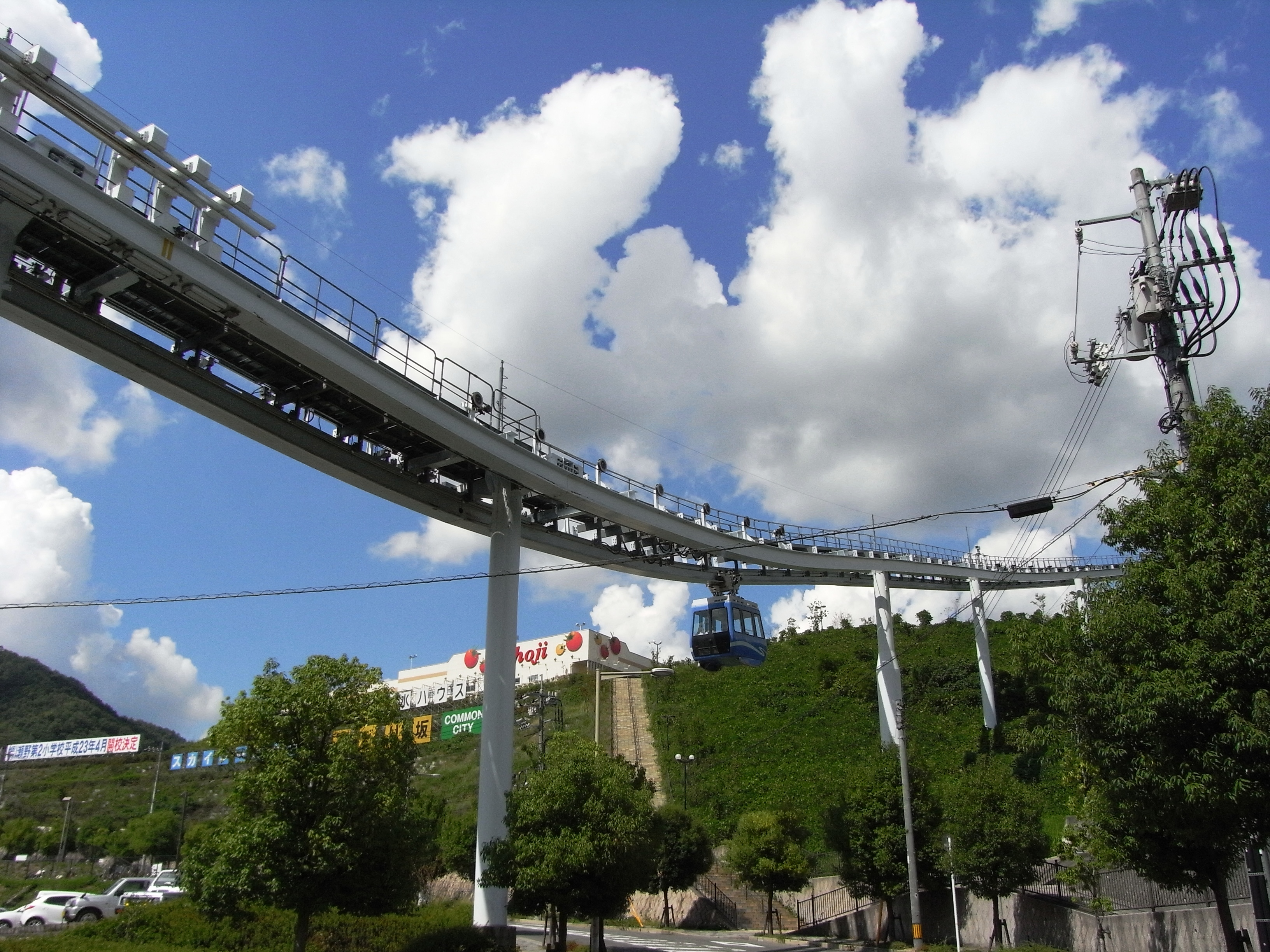
団地に向かうスカイレール

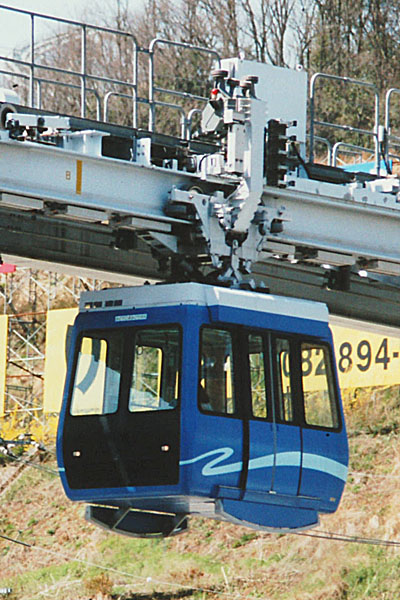
スカイレール車両

スカイレールとは、神戸製鋼所・三菱重工業などが共同開発した懸垂式モノレールとロープウェイを組み合わせたような交通システムで、懸垂式のモノレール車両を、駅間ではワイヤロープで、駅構内ではリニアモーターで駆動して運転する。平均速度は約15km/hである。建設費も従来のモノレールや新交通システムと比べて1/3程度と安く、運営も低コスト、工期も短いという長所を持つ。
27%（=270‰、約15度）の急勾配を登坂する能力があるため、山陽本線瀬野駅北側の丘陵地に開発された住宅団地への交通機関として採用された。総工費は約62億円であった。
従来のロープウェイやゴンドラリフトは風に弱いため、都市内公共交通には不向きであるが、スカイレールは車体の支持・案内を桁構造と車輪で行っているため風にも強く、従来の急勾配線区向けの交通システムの弱点を克服している。ほぼ全線が道路沿いに造られており、懸垂式モノレールとして軌道法による特許を受けていた。実際の最急勾配は263‰となっており、これはケーブルカー以外の鉄軌道では日本一の急勾配であった。基本的な電機品である加減速装置は、東洋電機製造が担当した。
鉄道としては日本で初めて、IC乗車券、QR乗車券が導入された（運賃の節も参照）。
2022年（令和4年）11月、維持費を含めた採算性の面から当路線の運行を終了する方針を決め、電気バス（EVバス）への切り替えを検討していることが報じられた。当初は2023年（令和5年）12月末での運行終了を予定していたが、同年11月初旬に運行開始を予定していたEVバスの施設整備に対する許認可手続きに遅れが出ていることから2024年（令和6年）4月末に変更となった。EVバスは運行を芸陽バスに委託した上で16の停留所を開設。スカイレールの運行終了に先立って、2024年3月30日からみどり坂タウンバス（77号線）として運行を開始した。
2024年2月29日に軌道運輸事業の廃止が国土交通省中国運輸局より許可され、同年5月1日に廃止されることになった。4月30日のみどり口駅12時0分発のみどり中央行、みどり中央駅12時0分発のみどり口行をもって運行を終了した。

## 路線データ
- 路線距離（営業キロ）：1.3 km
- 方式：懸垂式（ロープ駆動懸垂式）
- 駅数：3駅（起終点駅を含む）
- 複線区間：全線
- 電化区間：全線（直流440 V）
- 高低差：160 m
- 走行方向：左側通行
- ピーク時輸送力：325（人 / h）※片方向[17]

## 運行形態
みどり口駅は山陽本線の瀬野駅に直結していた。みどり口駅 - みどり中央駅間の所要時間は5分であった。
6時40分から22時まで便が設定され、日中の10時台から16時台は15分間隔で運行。通勤通学時間帯は最短5分間隔で運行されていた。システムとしては最短75秒の運転間隔で運行できる性能を持っていた。
2010年度までは平日早朝にみどり口駅（瀬野駅）横の広島市立瀬野小学校へ通学する小学生のために「小学生専用車両」が運行されていたが、2011年4月に団地内に広島市立みどり坂小学校が開校したため廃止された。この小学生専用車両には、通学する小学生の安全確保の観点から、専用便には小学生以外の乗車はできず、逆に専用便が運行されていた時間帯の一般便には小学生を乗車させないようにしており、小学生と一般客を完全に分離していた。

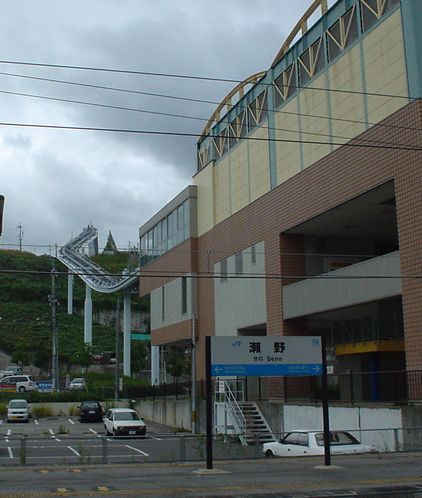
JR瀬野駅ホームから見たスカイレール軌道。右上の円形屋根部分の下にロータリーがあり、到着したスカイレールの車両は直進のまま上り線から下り線に転じて乗車ホームに向かう。
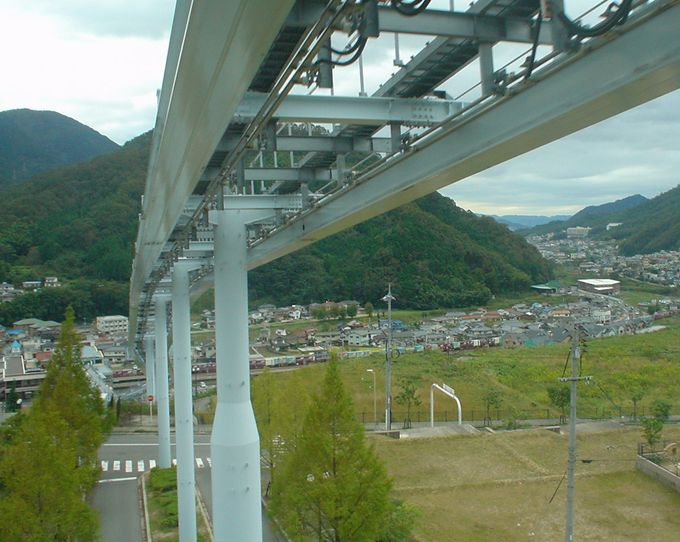
スカイレール車内からみどり口駅を見下ろす。貨物列車が走っているのが山陽本線で、スカイレールとの交点の位置にみどり口駅があった。右奥が広島駅方面。
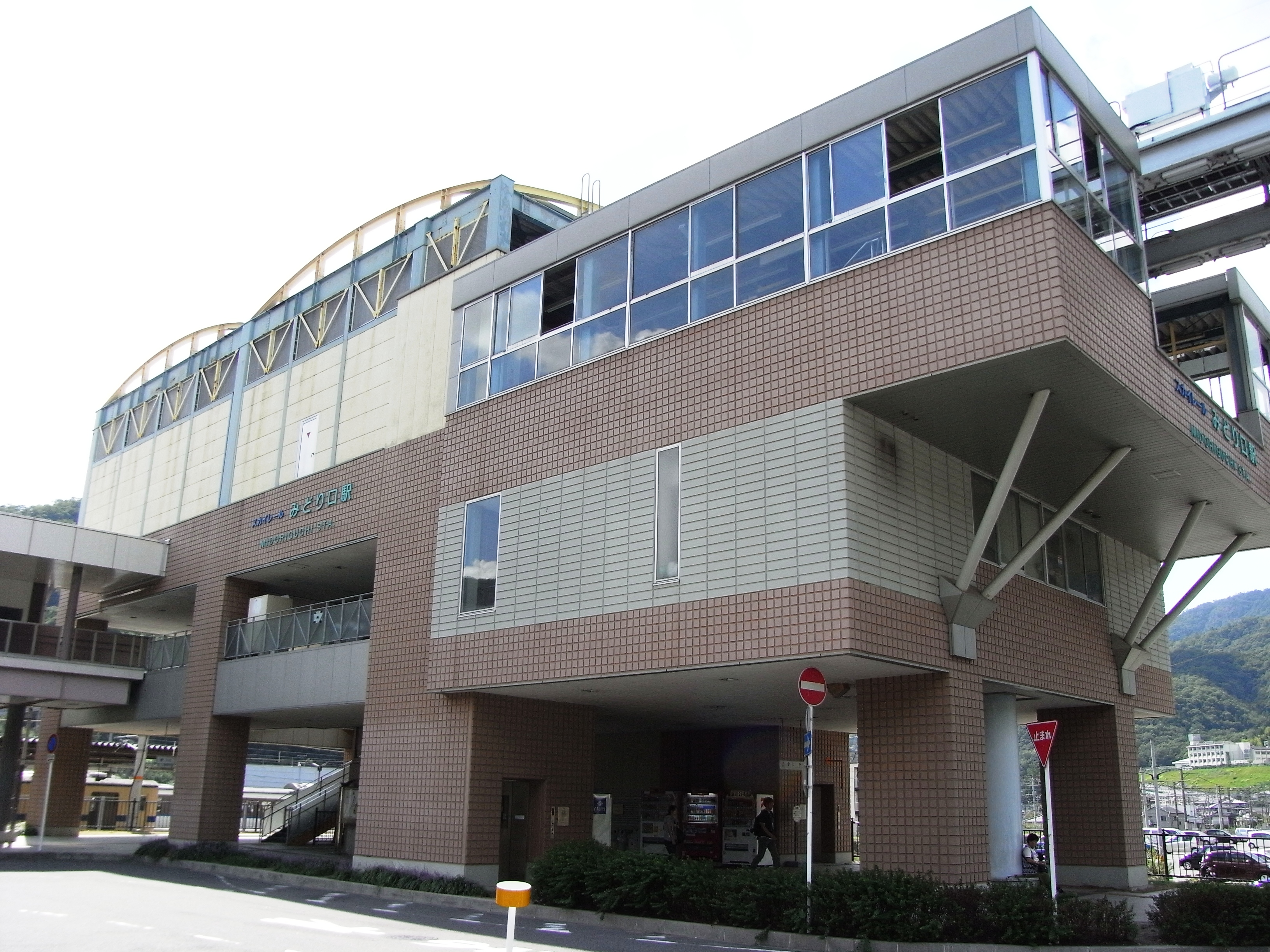
みどり口駅。写真手前が降車ホーム、奥が乗車ホーム。みどり口駅の改札は高架で瀬野駅（左下に停車中の電車あり）の橋上駅舎に直結していた。みどり中央駅もJR線連絡通路を持つこと以外は同様の構造であった。
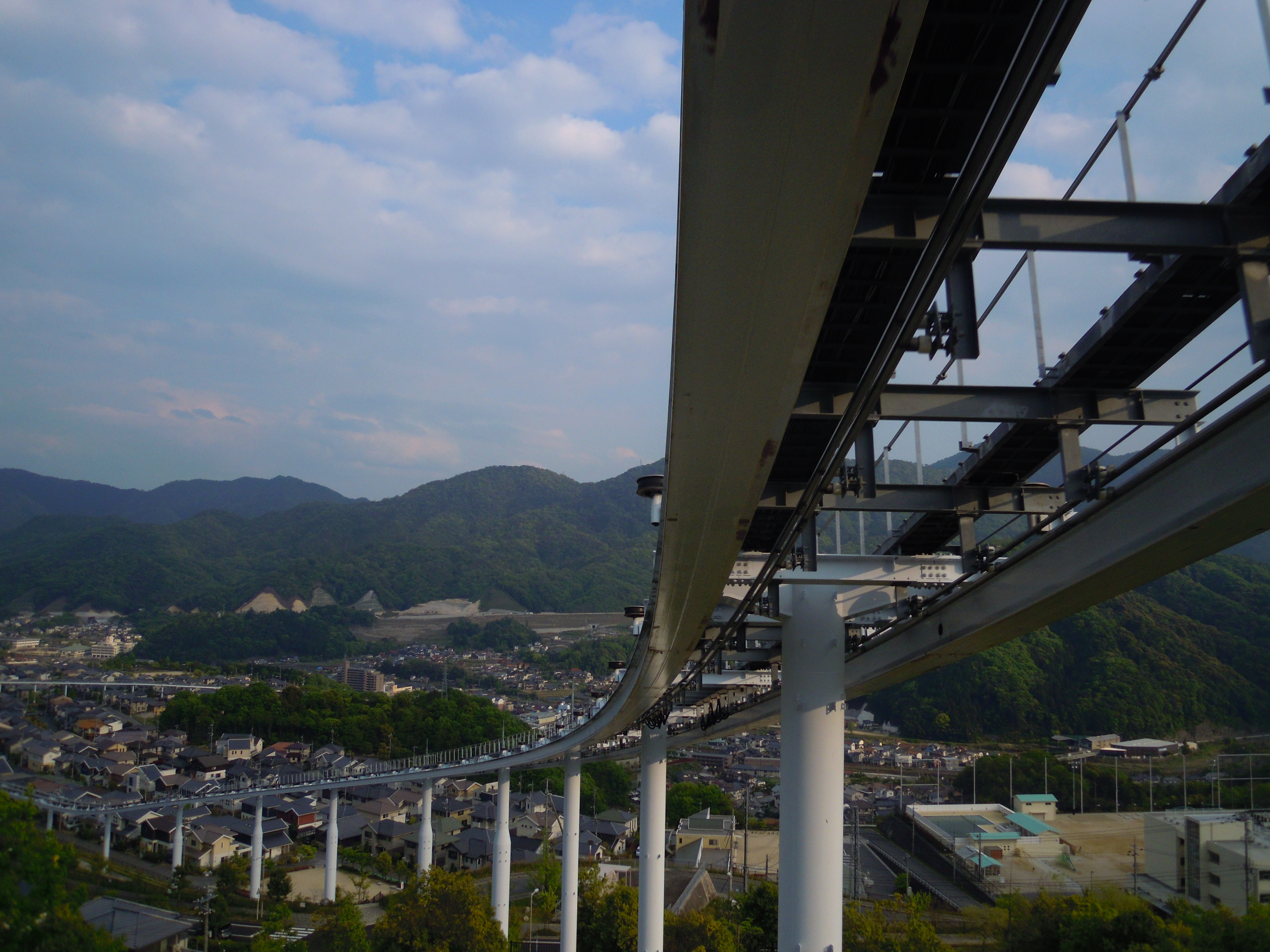
みどり中央 - みどり中街間

## 車両
開業から廃止まで200形のみが使用されていた。

## 歴史
- 1996年（平成8年）7月29日 - 軌道運輸事業特許取得[18]。
- 1998年（平成10年）8月28日 - 開業[18]。
- 2024年（令和6年）
  - 2月29日 - 軌道運輸事業の廃止が許可[1]
  - 4月30日 - みどり口・みどり中央両駅12時発を最後に運行終了[1][15][16]。
  - 5月1日 - 廃止[1][15][16]。

## 駅一覧
- 全便が各駅に停車。
- 全線複線（循環式）。
- 全駅広島県広島市安芸区に所在。

| 駅名         | 営業キロ | 営業キロ | 接続路線                                  |
| 駅名         | 駅間     | 累計     | 接続路線                                  |
| ------------ | -------- | -------- | ----------------------------------------- |
| みどり口駅   | -        | 0.0      | 西日本旅客鉄道： 山陽本線…瀬野駅 (JR-G07) |
| みどり中街駅 | 0.7      | 0.7      |                                           |
| みどり中央駅 | 0.6      | 1.3      |                                           |

- みどり口駅は有人駅、その他の2駅は無人駅である。

## 運賃

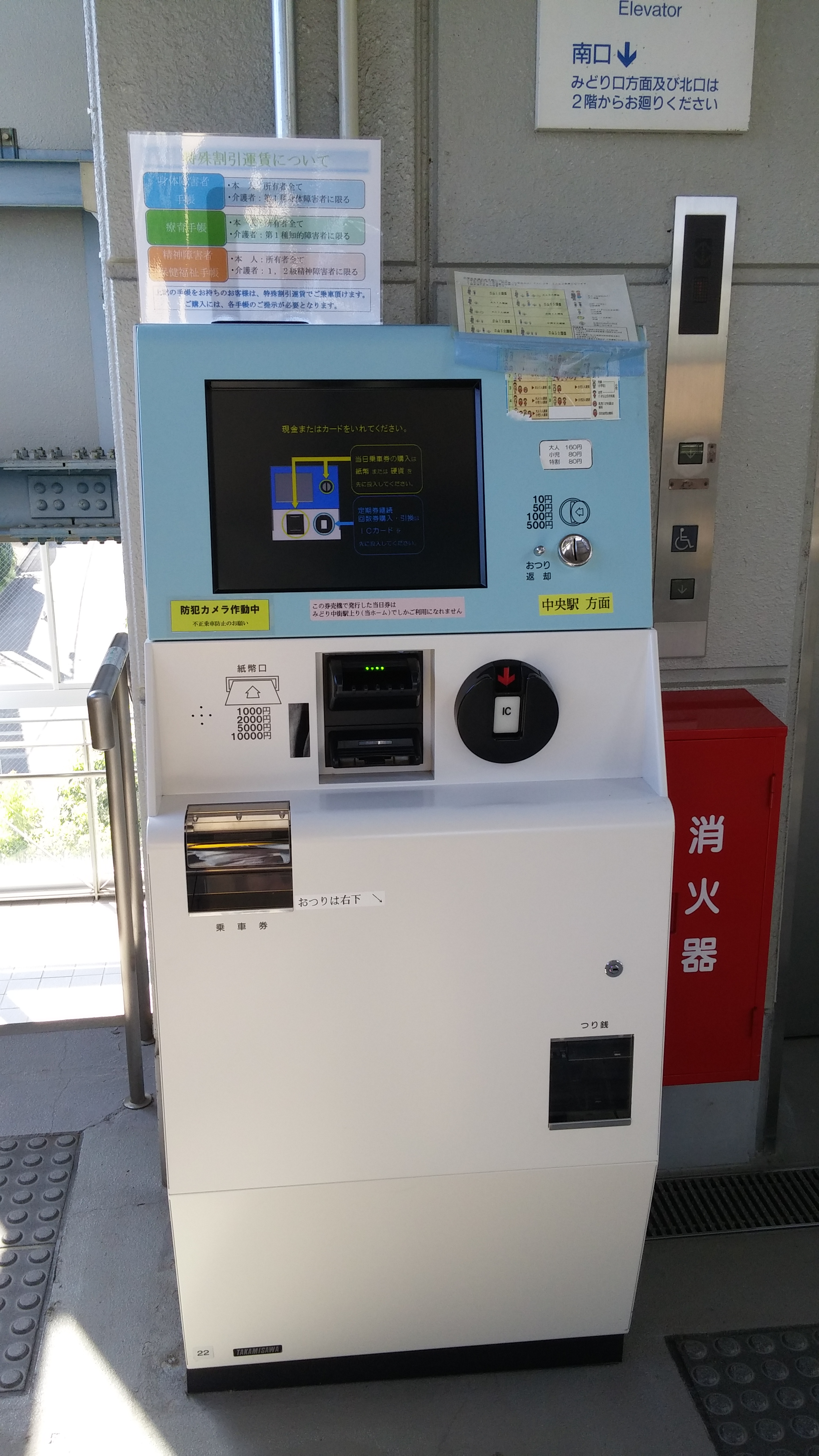
スカイレールサービス自動券売機（みどり中街駅）

運賃は距離に関わらず均一制で、大人170円、小児90円となっていた。開業当初の大人運賃は150円であった。
全ての駅に自動券売機・自動改札機が設置されており、定期券には日本全国で初めて非接触型ICカードが採用された。
2013年（平成25年）1月の改札システム刷新により、非接触型ICカードによる定期券に加えて回数乗車券もICカード化された。ただし、ICカードを普通乗車券として利用はできない。ICカードでの定期券・回数券の利用は、ICOCAに搭載するか、独自発行のICカードを使う。同時に、普通乗車券は磁気券からQRコード読み取り式に変更された。従来は、乗車駅での改札時に定期券以外の磁気乗車券は自動改札機に回収され、旅客は無札の状態で乗車していたため、降車駅での集札は行われていなかった。
スカイレールの最終便は両端とも22時10分発（2023年1月現在）であり、それ以後には、瀬野駅からのジャンボタクシーが22時25分から翌日0時30分まで6便運行されて山陽本線の終列車までに対応していた。団地方面から瀬野駅方向への乗車は不可であった。運賃は大人340円、子供180円だが、スカイレール定期券所有者は大人170円、子供90円で乗車できるなど、スカイレールの代替交通機関としての役割を担っていた。

## 事故
開業前の1997年（平成9年）8月に工事用ゴンドラが暴走して駅舎に激突したことにより、作業員2名が死亡・7名が重軽傷を負う事故が発生した。